# Шимми (танец)
Ши́мми  — танец.

## Описание
В танце Шимми тело в целом удерживается на месте, за исключением плеч, которые быстро двигаются туда и обратно. Когда правое плечо идёт назад, левое — идёт вперёд. В этом случае руки слегка согнуты в локтях, а когда плечи перемещаются, руки держатся в том же положении. Появился в 1917 году на основе танцев американских индейцев. Широкое распространение получил в 1920-е годы. Среди его исполнителей можно назвать Гильду Грей. В честь танца получил своё название эффект шимми. В киноэкранизации «12 стульев» Лидия Федосеева-Шукшина исполняет песню «Шимми — это танец заграничный». Также в честь него исполняется песня в оперетте «Баядера» Кальмана и балете «Эксцентричная красавица».